# Moco Museum
Het Moco Museum (Modern Contemporary Museum) is een particulier museum gevestigd aan het Museumplein te Amsterdam en in Barcelona en Londen. Het is een instituut dat zich toelegt op het exposeren van moderne en hedendaagse kunst. Het museum wil moderne en hedendaagse kunst toegankelijk maken voor een breed en jong publiek.
Het Moco Museum in Amsterdam is gevestigd in de historische Villa Alsberg, een herenhuis ontworpen in 1904 door Eduard Cuypers, de neef van architect Pierre Cuypers. Het herenhuis was een van de eerste particuliere woningen aan het Museumplein, en er woonden vroeger pastors en priesters. Het museum opende zijn deuren in april 2016.
Het Moco Museum in El Born, Barcelona, is gevestigd in het historische Palacio Cervelló-Giudice, voorheen de privéwoning van de adellijke familie Cervelló tot de 18e eeuw. Het gebouw bevat delen van een eerdere constructie uit de 15e eeuw, zoals blijkt uit de binnenplaats, de gewelfde trap met zuilen, kapitelen en renaissance-achtige lijstwerk. Verder toont Palacio Cervelló een indrukwekkende ingang in gotische gevel.
Het Moco Museum in Londen, dat opende in 2024, is gelegen nabij de Marble Arch.